# Papa Legba
 (octobre 2021).
Papa Legba est un lwa (esprit)  du vaudou, religion originaire de l'ancien royaume du Dahomey, actuel Bénin en Afrique de l'Ouest. Il est toujours largement répandu au Bénin et au Togo.
Legba a la fonction d'intermédiaire et de messager de dieu. Il est assimilé, dans le vaudou syncrétiste haïtien, à Saint-Pierre, qui détient les clefs du Paradis et de l'Enfer. Il préside le lavage des bains d'eau.
Dans le vaudou en Afrique, il n'y a pas de concept de paradis et d'enfer. Legba (Eshu en anglais[à vérifier]) est en effet le lwa le plus important en cela qu'il est lié aux croisements et à la réflexion ; son rôle d'intermédiaire est de moindre importance. Il forme avec la divinité Fa (ou Ifa) un couple porteur de la pédagogie de cette culture.

## Divinités associées

Vévé de Papa Legba.

Papa Legba correspond à Elegua à Cuba, et à Eshu au Brésil.
Il garde la frontière entre le monde des humains et le monde surnaturel. C'est pourquoi on le dit présent à l'entrée des temples, aux barrières et aux carrefours. Il est ainsi présent dans le mythe du blues Crossroads de Robert Johnson. À Haïti, une invocation à Papa Legba utilisant un rythme spécifique ouvre la plupart des rites vaudou. Il est à rapprocher du saint Pierre chrétien qui détient les clés du paradis, de Lazare le ressuscité et de saint Antoine, patron des objets perdus.
Il est d'autre part associé au Saint Enfant Jésus d’Atocha car il est aussi vénéré comme un enfant joueur et plaisantin. Il est également nommé Lucero (L’étoile du matin) par les Paleros. Il ouvre et ferme les chemins. Il est le messager tout puissant des lwas. Ses couleurs sont le rouge et le noir.
Il est représenté comme un vieillard portant un chapeau de paille, fumant la pipe et tenant une canne. Très coléreux, il devient malfaisant à minuit. Sa manifestation nocturne dans le rite Petro est Kalfu.

## Dans la culture populaire
- Dans Croassroads (Scratch) en 1986 sous les traits de Robert Judd.
- Dans les saisons 3 et 8 de la série télévisée American Horror Story, Papa Legba apparaît sous les traits de Lance Reddick.
- Dans le film Mister Babadook sorti en 2014 sous les traits du Babadook.[réf. souhaitée]
- Dans le film Cloud Atlas sous les traits de Gorgie l'ancien interprété par Hugo Weaving.
- Dans l'album Apache, Sameer Ahmad interprète une chanson intitulée Papa Legba.
- Dans Legend of Tomorrow saison 4 épisode 8, Desmond (petit ami de Constantine), possède un médaillon représentant le vévé de papa Legba.
- Dans Castlevania: Nocturne, le nom Papa Legba est énoncé lorsqu'Annette utilise sa magie : "Papa Legba, ouvre baye".